# 非洲野驴
非洲野驢（學名：Equus africanus）是馬科下的一種野生動物。這種動物被認為是驢（Equus africanus asinus）的祖先，因而归属于同一物種。牠們生活在東非的草原及其他乾燥的地區。

## 特徵
非洲野驢約為5呎高及6.5呎長。牠們一般重440至510磅。尾巴約1.5呎長。
身體是短少平滑的毛皮，呈淺灰色至淡黃褐色，但在腹部及腳部很快轉為白色。在所有亞種的背部都有細長深色的斑紋，而努比亞野驢（學名E. a. africanus）就如驢一樣，斑紋越過肩膀。而索馬里野驢（學名E. a. somalicus）的腳部有黑色的橫間，彷如斑馬一般。在頸背有豎挺黑色的鬃毛。耳朵頗大有黑邊。尾巴亦是黑色結尾。蹄較纖細，約為腳的直徑。

## 行為
非洲野驢在暮晨及黃昏較冷的時候出沒，在日頭會在石山尋找陰涼或遮蓋處。牠們在粗糙石山的行動依然迅速及步履穩健，時速可達50km/h。成熟的雄性會保衛自己約23公里大小的領域，並邊界擺放糞堆作為重要的記號。由於身形的問題，牠們在領域中不能驅趕其他雄性入侵者，反而會容忍並當作是從屬看待，牠們亦會將這些入侵者盡可能與雌性分隔。當有發情的雌性時，雄性會大叫。牠們的族群較鬆散，數量約有50頭。

## 飲食
非洲野驢主要以草、樹皮及樹葉作食糧。除了生長在乾燥的氣候外，牠們亦需要水份，若在不能從食物中吸收水份，牠們每三天需要飲水一次。但是，牠們卻可以在缺乏水份下生存，有指牠們亦會飲用鹹或污黑的水。